# Szórakoztató regények
A Szórakoztató regények a Bodnár István Könyvkiadó füzetes kisregény sorozata volt, amelynek keretében 1943-44-ben több mint 30 kötet jelent meg. A sorozatot a Globus Nyomda nyomtatta.

## Jellemzői
A kötetek 15 x 11 cm méretben, általában 32 oldal, néha 48 oldal terjedelemben jelentek meg. A borítók vörös-fekete kétszín nyomással készültek. Felül világos sávon piros betűkkel a sorozatcím. Alatta piros háttérrel fekete-fehér fotóból készített, a kisregény témájára utaló, a piros háttérrel némileg montázsra emlékeztető kép, rajta a szerző neve és a mű címe valamint az ár világos körben: 50 fillér.

## Szerzők, fordítók
A sorozatban néhány hazai szerző - köztük Bodnár István - mellett olyan klasszikusok jelentek meg mint Voltaire, Puskin, Chateaubriand, vagy Turgenyev. Az újabbak közül Guy de Maupassant, Henryk Sienkiewicz. Néhány kötetet Bodnár fordított oroszból.

## A sorozatban megjelent művek
A köteteket nem sorszámozták. Az alábbi lista a kiadás éve azon belül cím szerinti.
Online: A linkre kattintva az Országos Széchényi Könyvtár (OSZK) Elektronikus Könyvtárában (MEK) elolvasható, letölthető (meghallgatható) példányok:
- EK - E-könyvek a sorozat eredeti számából digitalizált szövege különféle formátumokban (általában az eredeti oldalainak fotózott példánya is).

A lista átrendezhető a fejlécben látható nyilak segítségével, például cím vagy írók neve szerint.
| #   | Év   | Író                                       | Írói név, álnév, névváltozat      | Cím (eredeti cím); fordító                                           | Oldal | Online |
| --- | ---- | ----------------------------------------- | --------------------------------- | -------------------------------------------------------------------- | ----- | ------ |
| 1.  | 1943 | Vazov, Ivan                               | Vazov, Iván                       | Asszonyi szív; fordította Bilevicz Franciska                         | 32    |        |
| 2.  | 1943 | Belán István                              |                                   | Bácskai lányok                                                       | 48    |        |
| 3.  | 1943 | Szlucsevszkij, Konstantin Konstantinovics | Szlucsevszkij, K. Ny.             | Behunyt szemmel; fordította De Mogila Bilevicz Franciska             | 32    |        |
| 4.  | 1943 | Varga János                               |                                   | A bűnös asszony                                                      | 32    |        |
| 5.  | 1943 | Bodnár István                             |                                   | A csempészkirály                                                     | 32    |        |
| 6.  | 1943 | Potapenko, Ignatyij Nyikolajevics         | Potápenko, I. N.                  | Egy asszony megbocsát; fordította Bilevicz Vilma                     | 32    |        |
| 7.  | 1943 | Maupassant, Guy de                        |                                   | Egy asszonyért; fordította Füri Lajos                                | 32    |        |
| 8.  | 1943 | Bodnár István                             |                                   | Egyetlen barát                                                       | 32    |        |
| 9.  | 1943 | Semjén Béla                               |                                   | Első szerelem                                                        | 32    |        |
| 10. | 1943 | Bodnár István                             |                                   | Ember a talpán                                                       | 32    |        |
| 11. | 1943 | Bodnár István                             |                                   | Erősebb a szerelemnél                                                | 32    |        |
| 12. | 1943 | Potapenko, Ignatyij Nyikolajevics         | Potapenko, Ignátyij Nyikolajevics | Fiatalok házassága; fordította Bodnár István                         | 32    |        |
| 13. | 1943 | Puskin, Alekszandr Szergejevics           |                                   | Furcsa esküvő; fordította Bodnár István                              | 32    |        |
| 14. | 1943 | Semjén Béla                               |                                   | A hűtlen                                                             | 32    |        |
| 15. | 1943 | Máté Lívia                                |                                   | Igazi férfi                                                          | 48    |        |
| 16. | 1943 | Belán István                              |                                   | Ilona, a kalauznő                                                    | 32    |        |
| 17. | 1943 | Bodnár István                             |                                   | Kastély a lápon                                                      | 48    |        |
| 18. | 1943 | Csehov, Anton Pavlovics                   | Csehov, Anton Pávlovics           | Ki a tettes?; fordította Bodnár István                               | 32    |        |
| 19. | 1943 | Semjén Béla                               |                                   | A medveölő                                                           | 32    |        |
| 20. | 1943 | Bodnár István                             |                                   | Mindent Zsuzsiért                                                    | 48    |        |
| 21. | 1943 | Belán István                              |                                   | Rejtekutakon                                                         | 32    |        |
| 22. | 1943 | Bodnár István                             |                                   | A rengeteg hőse                                                      | 48    |        |
| 23. | 1943 | Bodnár István                             |                                   | Rongyos gazdag                                                       | 48    |        |
| 24. | 1943 | Chateaubriand, François-René de           | Chateaubriand                     | Santa-Fé herceg leánya; fordította Semjén Béla                       | 48    |        |
| 25. | 1943 | Oszipov, Alexander Alexandrovics          | Oszipov, Alexander Alexandrovics  | Szerelem a jéghegyek között; fordította De Mogila-Bilevicz Franciska | 32    |        |
| 26. | 1943 | Turgenyev, Ivan Szergejevics              |                                   | A titokzatos ház; fordította De Mogila Bilevicz Franciska            | 48    |        |
| 27. | 1943 | Csehov, Anton Pavlovics                   | Csehov, Anton Pávlovics           | Tönkretették...; fordította Bilevicz Franciska                       | 32    |        |
| 28. | 1943 | Tyetyernyikov, Fjodor Kuzmics             | Szologub, K.                      | A voronyezsi asszony; fordította De Mogila Bilevicz Franciska        | 32    |        |
| 29. | 1944 | Sienkiewicz, Henryk                       | Sienkiewicz, Henrik               | Édesanyja szemefénye; fordította Bilevicz Franciska                  | 32    |        |
| 30. | 1944 | Voltaire                                  |                                   | A hercegnő                                                           | 32    |        |
| 31. | 1944 | Lovászi Gabriella                         |                                   | Hiába várlak?...                                                     | 32    |        |
| 32. | 1944 | Heyse, Paul                               |                                   | Laurella megcsókolt (L'Arrabbiata); fordította Bilevicz Franciska    | 32    | EK     |
| 33. | 1944 | Vazov, Ivan                               |                                   | Visszajön?; fordította Bilevicz Vilma                                | 32    |        |
| 34. | 1944 | Kerekesházy József                        |                                   | A vörös szultán bukása                                               | 32    |        |